# Menja, resa, estima
Menja, resa, estima (títol original en anglès, Eat Pray Love) és una pel·lícula de 2010 dirigida per Ryan Murphy i basada en les memòries de l'escriptora estatunidenca Elizabeth Gilbert. Ha estat traduïda en català.

## Argument
Elizabeth Gilbert té una vida aparentment perfecta, un matrimoni sòlid, una casa bonica i un bon treball. Però, tot això sembla no ser suficient per fer-la feliç. Després d'intentar quedar-se embarassada i no aconseguir-ho, Elizabeth creu que no està obtenint el que realment vol de la vida i sent un profund desig d'allunyar-se de tot el que coneix. Així, inicia els tràmits d'un difícil i llarg divorci i emprèn un viatge al voltant del món per tal de conèixer-se a si mateixa. Al llarg de les escales que va fent, explica minuciosament en un diari les seves experiències. Comença amb Itàlia, on es deixa dur pel plaer de la bona taula; segueix amb l'Índia, on fa amistat amb un aspirant a poeta; i acaba a Bali, on pretén guarir la tristesa del seu cor i aprendre a estimar de nou.

## Repartiment
- Julia Roberts: Elizabeth Gilbert
- Javier Bardem: Felipe
- Billy Crudup: Steven
- Viola Davis: Delia
- James Franco: David
- Richard Jenkins: Richard de Texas
- Welker White: Andrea Sherwood, l'advocada
- Tuva Novotny: Sofi
- Luca Argentero: Giovanni
- T.J. Power: Leon

## Crítica
- "Es pot veure com seria de divertit passar un any viatjant amb Gilbert. Molt més divertit que passar quasi 2.5 hores veient una pel·lícula sobre això" (Roger Ebert: Chicago Sun-Times).
- "El menjar sembla fantàstic, però el romanticisme està poc fet i Déu queda simplement com un secundari" (Justin Chang: Variety).

## Música
La banda sonora, a càrrec del compositor Dario Marianelli inclou temes de Fleetwood Mac, Neil Young, Marvin Gaye, Mozart, João i Belbel Gilberto, entre d'altres.